# العلاقات الصومالية الغامبية
العلاقات الصومالية الغامبية هي العلاقات الثنائية التي تجمع بين الصومال وغامبيا.

## مقارنة بين البلدين
هذه مقارنة عامة ومرجعية للدولتين:
| وجه المقارنة                                              | الصومال                        | غامبيا       |
| --------------------------------------------------------- | ------------------------------ | ------------ |
| المساحة (كم2)                                             | 637.66 ألف                     | 11.30 ألف    |
| عدد السكان (نسمة)                                         | 14.74 مليون                    | 2.10 مليون   |
| الكثافة السكانية (ن./كم²)                                 | 23.12                          | 185.84       |
| العاصمة                                                   | مقديشو                         | بانجول       |
| اللغة الرسمية                                             | اللغة الصومالية، اللغة العربية | لغة إنجليزية |
| العملة                                                    | شلن صومالي                     | دالاسي غامبي |
| الناتج المحلي الإجمالي (بليون دولار)                      | 7.37 مليار                     | 1.01 مليار   |
| الناتج المحلي الإجمالي (تعادل القوة الشرائية) بليون دولار |                                | 3.34 مليار   |
| الناتج المحلي الإجمالي الاسمي للفرد دولار أمريكي          | 549                            | 471          |
| الناتج المحلي الإجمالي للفرد دولار أمريكي                 |                                |              |
| مؤشر التنمية البشرية                                      |                                | 0.441        |
| رمز المكالمات الدولي                                      | +252                           | +220         |
| رمز الإنترنت                                              | .so                            | .gm          |
| المنطقة الزمنية                                           | ت ع م+03:00                    | 00           |

## منظمات دولية مشتركة
يشترك البلدان في عضوية مجموعة من المنظمات الدولية، منها:
| علم المنظمة | اسم المنظمة                                 | تاريخ انضمام الصومال | تاريخ انضمام غامبيا |
| ----------- | ------------------------------------------- | -------------------- | ------------------- |
|             | مؤسسة التنمية الدولية                       | 31 أغسطس 1962        | 18 أكتوبر 1967      |
|             | البنك الإفريقي للتنمية                      | ?                    | ?                   |
|             | مؤسسة التمويل الدولية                       | 31 أغسطس 1962        | 19 سبتمبر 1983      |
|             | منظمة حظر الأسلحة الكيميائية                | ?                    | ?                   |
|             | الأمم المتحدة                               | 20 سبتمبر 1960       | 21 سبتمبر 1965      |
|             | الاتحاد الدولي للاتصالات                    | 28 سبتمبر 1962       | 27 مايو 1974        |
|             | منظمة التعاون الإسلامي                      | ?                    | ?                   |
|             | منظمة الشرطة الجنائية الدولية               | ?                    | ?                   |
|             | الاتحاد البريدي العالمي                     | ?                    | ?                   |
|             | البنك الدولي للإنشاء والتعمير               | 31 أغسطس 1962        | 18 أكتوبر 1967      |
|             | المركز الدولي لتسوية المنازعات الاستشارية   | 30 مارس 1968         | 26 يناير 1975       |
|             | مجموعة دول أفريقيا والكاريبي والمحيط الهادئ | ?                    | ?                   |
|             | الاتحاد الأفريقي                            | ?                    | ?                   |
|             | يونسكو                                      | 15 نوفمبر 1960       | 1 أغسطس 1973        |

## وصلات خارجية
- موقع وزارة الخارجية الصومالية
- موقع وزارة الخارجية الغامبية